# Place du marché de Turku
La Place du marché de Turku (finnois : Kauppatori) est une place du quartier VI au centre de Turku en Finlande
,,,.

## Description
La place est bordée par les rues Yliopistonkatu au nord, Kauppiaskatu à l'est, Eerikinkatu au sud, Kaskenkatu et Aurakatu à l'ouest.
Elle mesure 120 m de long sur 120 m de large.

## Bâtiments entourant la place
- Église orthodoxe de Turku
- Hamburger Börs
- Sokos Wiklund
- Pohjola
- Halle du marché de Turku
- Triangle KOP
- Théâtre suédois de Turku
- Îlot urbain Hansa
- Forum
- Palais du cinéma de Turku (fi)
- Immeuble de Turun Sanomat

## Galerie

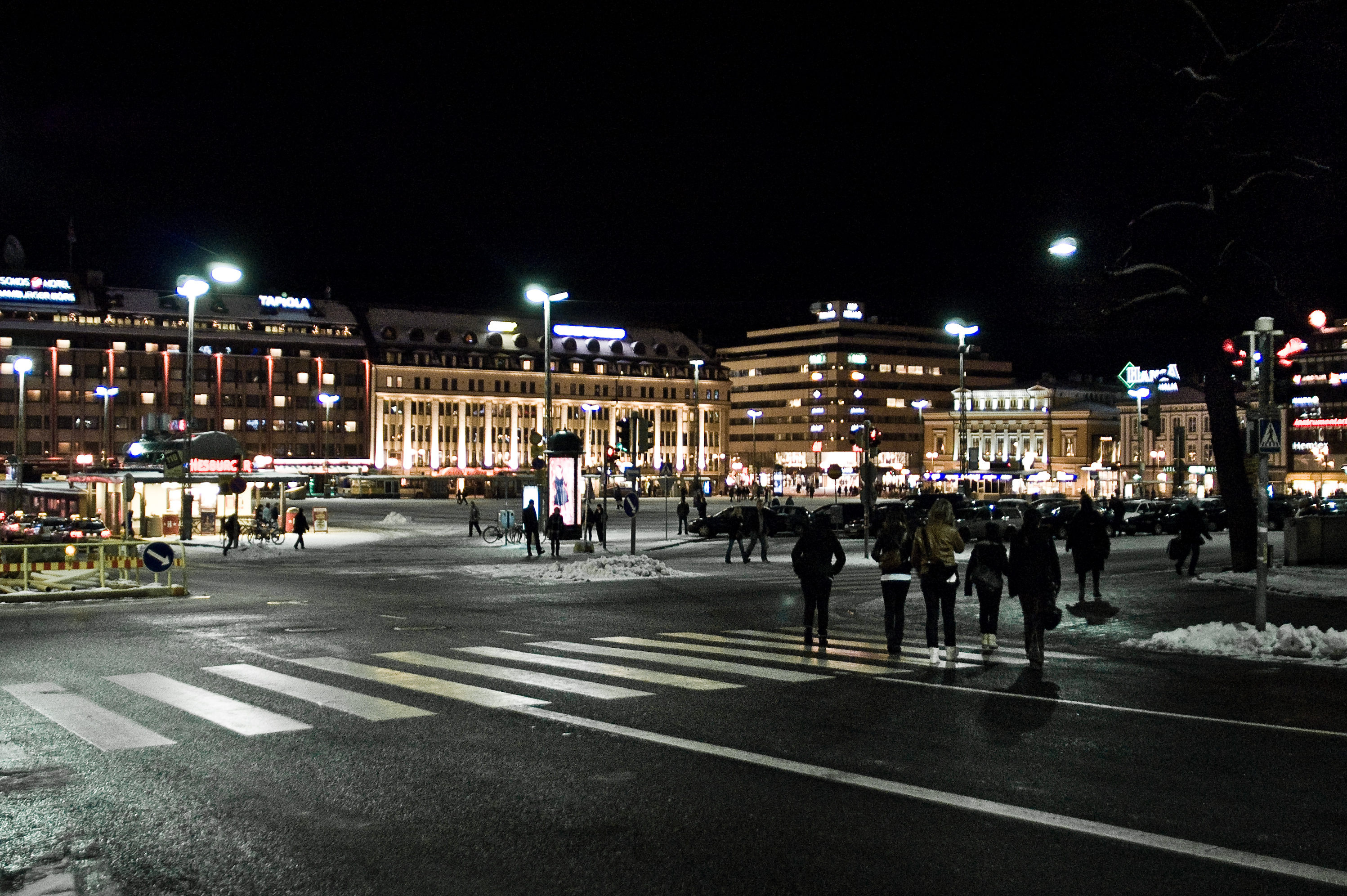
Une place de Turku.
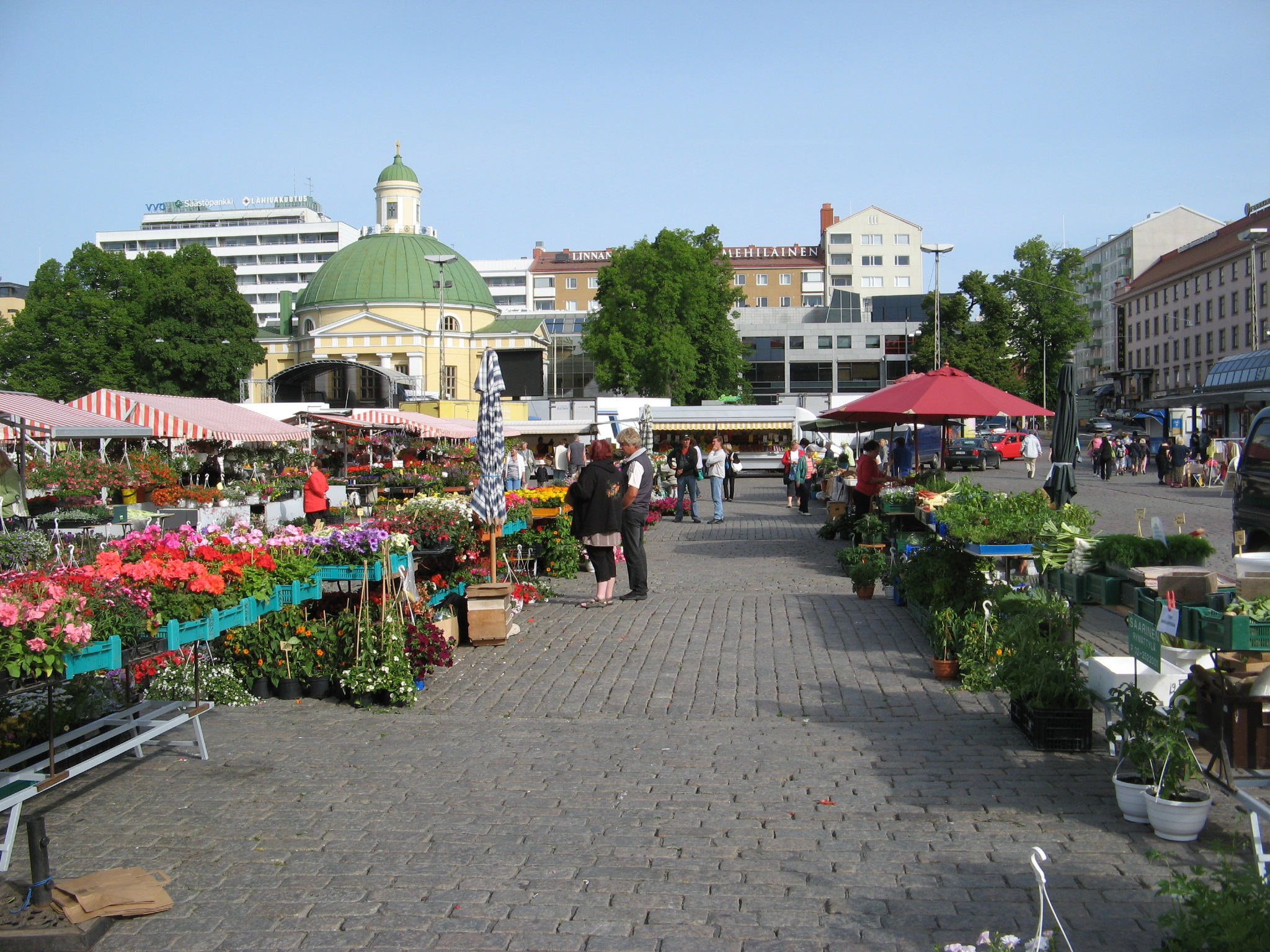
La place du marché de Turku.
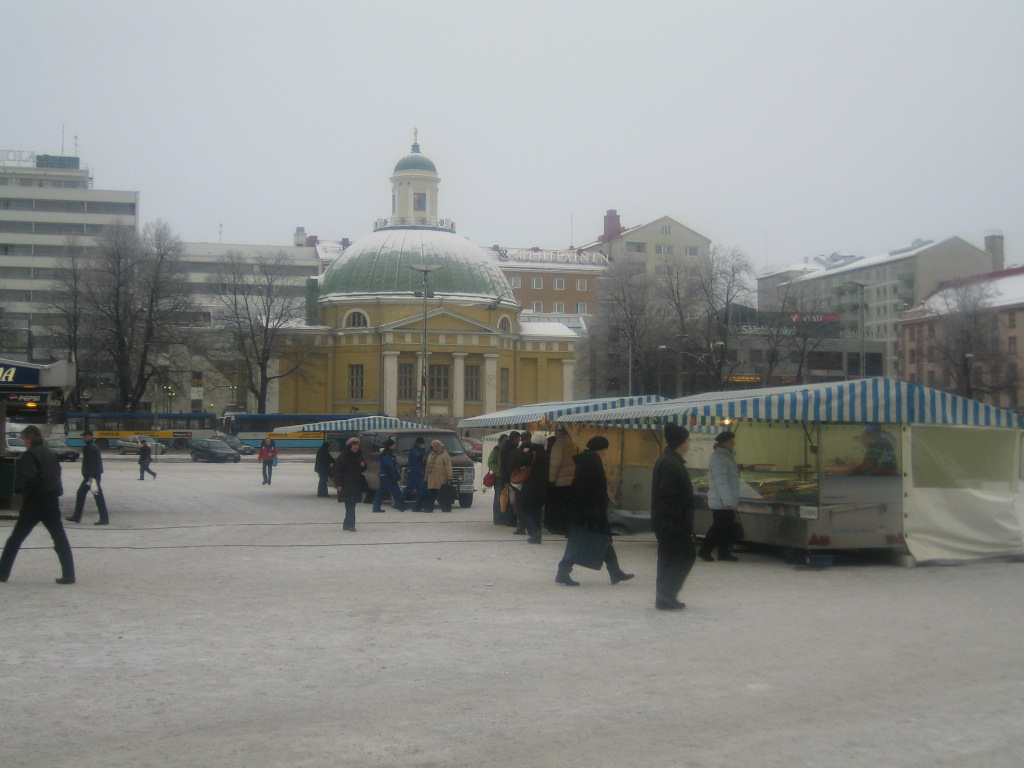
L'église orthodoxe et quelques marchés se trouvent sur la place du marché de Turku.
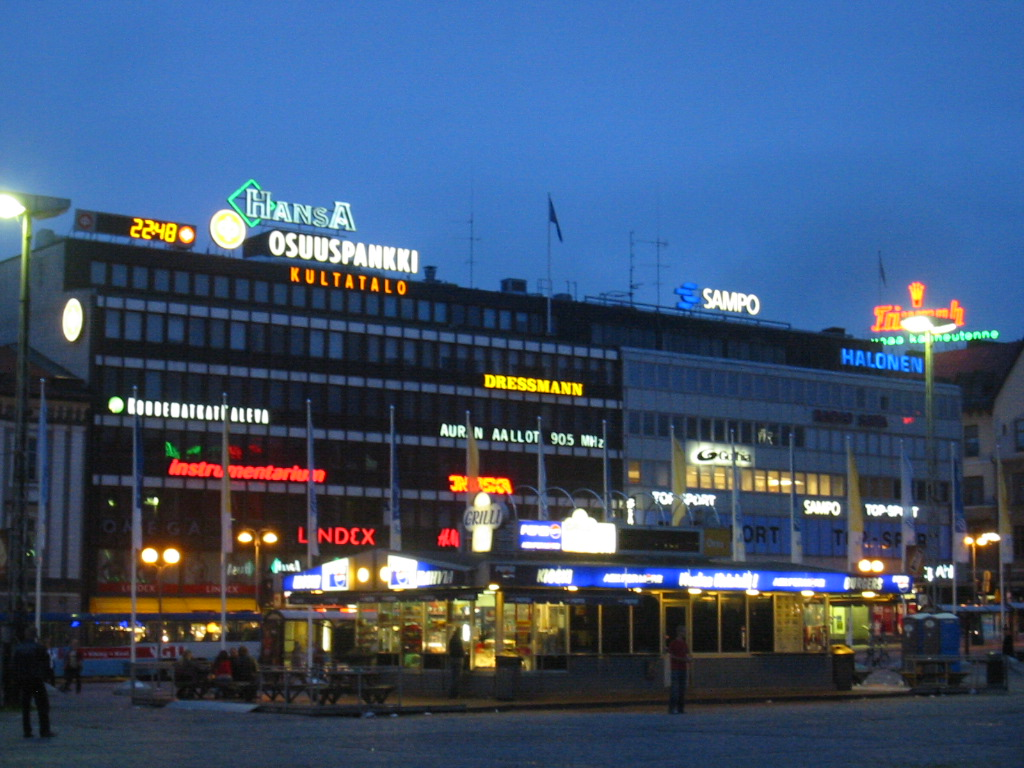
La place du marché de Turku pendant la nuit.